# Amblyopone annae
Amblyopone annae é uma espécie de formiga do gênero Amblyopone.